# 岐阜県道212号大垣大野線
岐阜県道212号大垣大野線（ぎふけんどう212ごう おおがきおおのせん）は、岐阜県大垣市から同県揖斐郡大野町に至る一般県道である。

## 概要

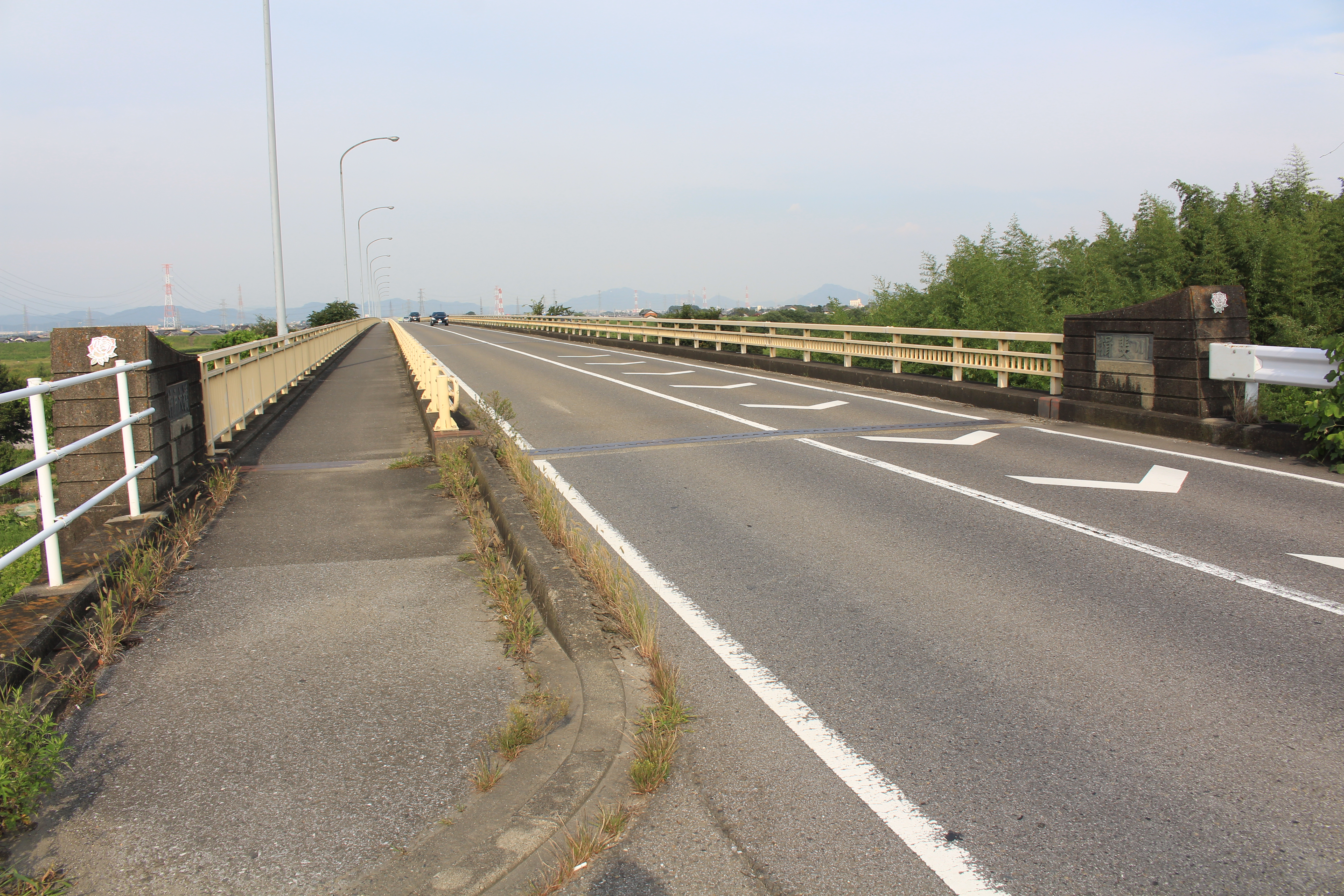
揖斐川に架かる岐阜県道212号大垣大野線の神戸大橋

大垣市旭町を起点とし、大垣駅北口を経由して安八郡神戸町中心部に向かって北上、大垣市の北方町1交差点で東へ進路を変え神戸町に入り、福田橋東交差点で再び北へ向きを変えて神戸大橋を通って揖斐川を東へ渡り、揖斐郡大野町南部の大字下磯に至る。
大垣駅北口から大垣市北方町1交差点までは西濃地域の中心である大垣市から神戸町へ向かうメインルートの一部である。

### 路線データ
岐阜県法規集に基づく起終点および経過地は次のとおり。
- 起点：大垣市（旭町1丁目：旭町交差点＝国道258号上、岐阜県道31号岐阜垂井線交点、岐阜県道237号西大垣停車場線終点）
- 終点：揖斐郡大野町（下磯宮前：下磯交差点＝岐阜県道92号岐阜巣南大野線上、岐阜県道53号岐阜関ケ原線交点）
- 重要な経過地：なし
- 路線延長：4,590.4 m[要出典]

## 歴史
2012年（平成24年）2月27日までは大垣市北方町1交差点から先も神戸町大字下宮・川西下宮交差点まで北進して東へ向きを変え神戸大橋へ向かっていた。
またそれより前は、神戸町市街地北東部の大字丈六道まで北進して東へ向きを変え平野庄橋を渡っていた。

### 年表
- 2012年（平成24年）2月28日：大垣市北方町1丁目1500番地先（北方町1交差点）から安八郡神戸町大字神戸字福井1622番1地先（福井交差点）までの区間で経路変更[2]。北方町1交差点から東に向かい、神戸町柳瀬・福田橋東交差点から北に向かう経路となる。

## 路線状況

### 重複区間
- 国道258号：大垣市・旭町交差点（起点） - 伝馬町交差点
- 岐阜県道230号柳瀬赤坂線：大垣市・北方町1交差点 - 安八郡神戸町柳瀬・福田橋東交差点
- 岐阜県道92号岐阜巣南大野線：安八郡神戸町西座倉 - 揖斐郡大野町下磯・下磯交差点（終点）

### 道路施設
- 福田橋（平野井川、大垣市 - 神戸町）
- 神戸大橋（揖斐川、神戸町）

## 地理

### 通過する自治体
- 岐阜県
大垣市 - 安八郡神戸町 - 揖斐郡大野町

### 交差する道路
大垣市
- 岐阜県道31号岐阜垂井線・岐阜県道237号西大垣停車場線：旭町交差点（起点）
- 国道258号：伝馬町交差点
- 国道21号岐大バイパス：中川町交差点
- 岐阜県道230号柳瀬赤坂線：北方町1交差点

安八郡神戸町
- 岐阜県道156号曽井中島美江寺大垣線：柳瀬・福田橋東交差点
- 岐阜県道217号赤坂神戸線：福井交差点

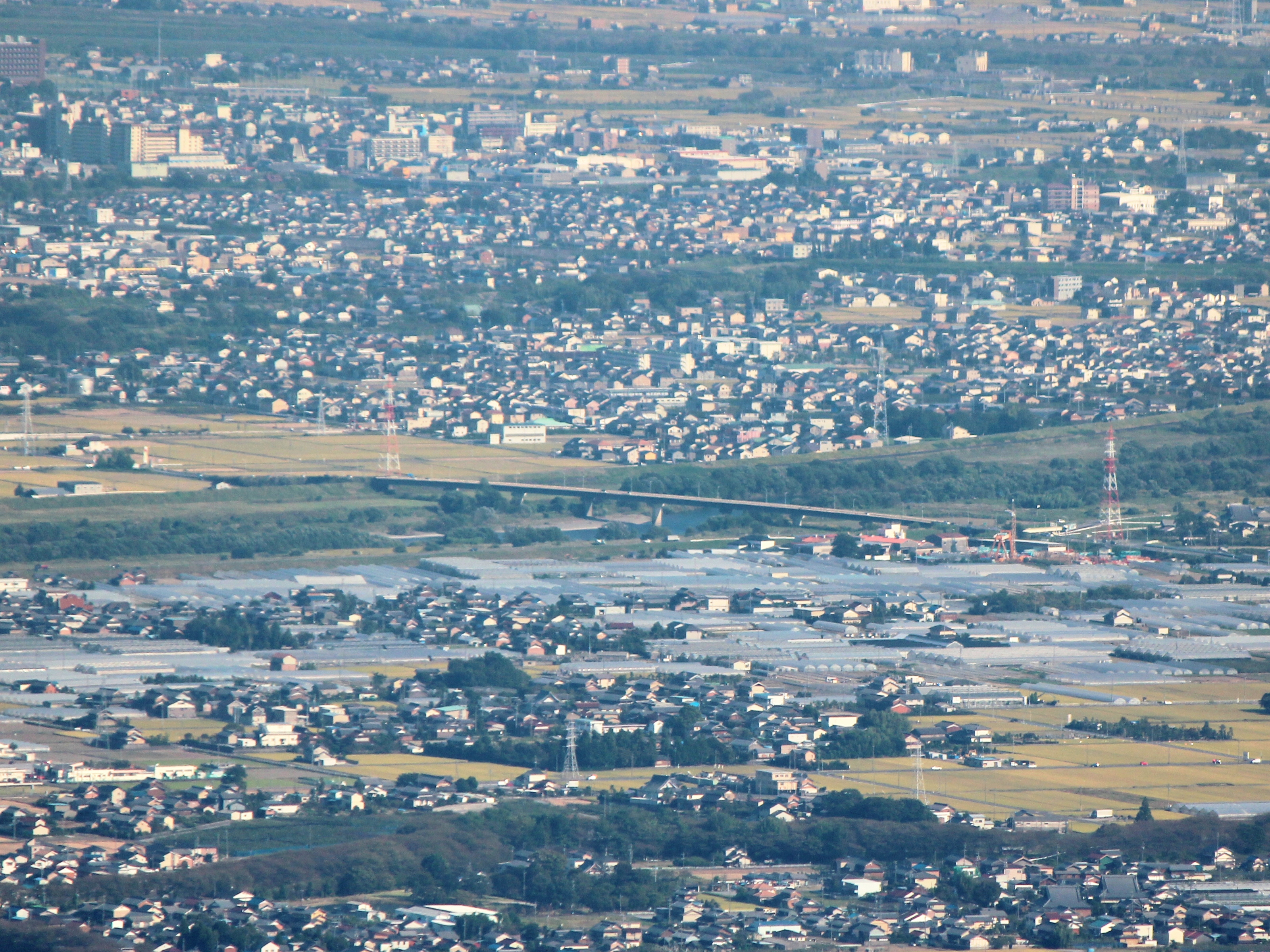
池田山から望む揖斐川に架かる神戸大橋、右岸で岐阜県道261号脛永万石線がアンダーパスとなり立体交差する。

- 岐阜県道261号脛永万石線：新屋敷（立体交差で通過）
- 岐阜県道92号岐阜巣南大野線：西座倉

揖斐郡大野町
- 岐阜県道53号岐阜関ケ原線：下磯交差点（終点）

### 沿線
- 真宗大谷派大垣別院
- JR・樽見鉄道・養老鉄道大垣駅：北口ロータリーに接続する。
- アクアウォーク大垣
- 大垣徳洲会病院
- 大垣日本大学高等学校
- 大垣市立中川小学校
- 岐阜協立大学
- 神戸町立下宮小学校
- 東海環状自動車道大野神戸IC